# Raw (EP Sigrid)
Raw è il secondo EP della cantante norvegese Sigrid, pubblicato l'11 luglio 2018.

## Tracce
1. Raw – 3:18 (Sigrid Raabe, Odd Martin Skalnes)
2. I Don't Want to Know – 3:05 (Jamie Hartman, Sigrid Raabe)
3. High Five – 2:49 (Martin Sjølie, Emily Warren, Sigrid Raabe)
4. Focus (Demo) – 3:48 (Sigrid Raabe)
5. Schedules – 3:01 (Simen Hope, Sigrid Raabe)